# Марјан Бервар
 Марјан Бервар (Винковци 10. јул 1918 – Марибор, 3. новембар 2010) био је југословенски хирург, члан Aкадемије медицинских наука Српског лекарског друштва од 1979. и професор Војномедицинске академије у Београду. Имао је чин санитетског пуковника ЈНА.

## Биографија
Рођен 1918. године у Винковцима. Гимназију је завршио 1936. године у Марибору. На Медицинском факултету Универзитета у Београду дипломирао је 1941. године као војни стипендиста из Словеније. Специјалистички стаж из опште хирургије обавио је на Првој хируршкој клиници у Београду, а специјалистички испит положио 1947. године. У Народноослободилачку борбу ступио је септембра 1944. године као шеф хируршке екипе XXII ударне дивизије, а затим као водник операционо-превијалишног вода II пролетерске дивизије. По завршетку рата радио је на Хируршком одељењу Војне болнице у Скопљу. До 1953. године био је начелник Хируршког одељења болнице одреда на слободној територији Трста. Од тада до 1960. године радио је као хирург у Војној болници у Љубљани, а од 1960. био је непрекидно запослен у Клиници за хируршке болести Војномедицинске академије у Београду. Ту је од 1967. године био начелник Одељења за општу хирургију, све до пензионисања 1984. године у чину пуковника ЈНА. У звање доцента за предмет Општа хирургија Војномедицинске академије изабран је 1964. године. Докторску дисертацију под насловом Пилонидална болест као војномедицински проблем, у којој је етиопатогенезу и лечење ове болести решио на оригиналан начин, одбранио је 1969. године. У звање ванредног професора изабран је 1970, а редовног професора 1975. године. Био је врстан предавач и наставник, несебичан у преношењу знања и вештина. Његова предавања изазивала су живо интересовање на свим академским нивоима. Објавио је више од 210 стручних и научних радова у домаћим и међународним публикацијама и активно учествовао на бројним стручним састанцима и конгресима хирургије у земљи и иностранству. Био је аутор неколико поглавља у уџбенику Ратна хирургија (друго и треће издање) и три монографије. У научноистраживачком раду посебно је значајан његов оригинални допринос развоју ратне санитетске опреме: комплет операционог стола, комплет за прање руку, модификовао је Thomas-ову удлагу и предложио нови тип хемостатске повеске. Професор др Марјан Бервар је био члан Српског лекарског друштва и неколико његових секција: Хируршке, Гастроентеролошке и Ендокринолошке секције.
Био је члан Гастроентеролошког друштва Југославије и Удружења хирурга Југославије. Од 1969. године био је члан Британског хируршког друштва и The Royal Society of Medicine (1963), Société Internationale de Chirurgie (1973), Collegium Internationale Chirurgiae Digestivae (1975) и International Society of Proctology (1981). Редован члан Медицинске академије Српског лекарског друштва постао је 1979. године. Неколико пута је награђиван и одликован високим војним одликовањима. Полиглота (говорио је немачки, енглески, италијански и албански језик), поред хирургије, бавио се спортом и сликарством. Био је заљубљеник у природу, алпиниста, планинар. Педесет пет пута је освајао Триглав и био дугогодишњи председник лекарске комисије Горске службе спасавања. Преминуо је 3. новембра 2010. године у својој кући у Марибору.